# 相棒的登场人物
相棒的登场人物，是对朝日电视台播映的刑事、推理电视剧《相棒》登场的虚构角色的介绍，此条目因应剧集播映而随时更新。
下列以「PS.」作pre season（前傳）、「S.」作season的簡稱。

## 特命係
杉下右京（水谷丰飾演）（粤语配音：李家輝）
履历：警察厅（部门不详） → 警视厅刑事部搜查第二课 → 警视厅警备部紧急对策特命係作戰参谋 → 警视厅生活安全部特命係係长 → 警察厅长官官房付 → 警视厅警察学校教官 → 警视厅特命係係长
警衔：警部补→警部。
本劇第一主角，特命係係長。出生年月日不詳，於S.1開場時年45歲。於PS.1即以已在特命係任職十餘年的特命係係長身分登場，此前的經歷及身世背景為往後的劇情裡以倒敘方式逐步補齊。
东京大学法律系第一名毕业，經国家公务员I种考试成為警察进入警察厅服務，再赴英国苏格兰场留学深造三年后回国，调至警视厅刑事部搜查第二课，专辦欺诈案件。因细腻的观察力和强大的推理能力，立下无数功勋，但他的古怪性格使他在团体中显得格格不入。在15年前外务省高官北条晴臣官邸人质挟持事件中被时任警视厅公安部参事官的小野田公显强行从搜查二课借调，擔任為此事件成立的紧急对策特命係作战参谋。最初形勢在杉下與歹徒的斡旋談判下十分順利，大部份人質已獲釋；其後因与認為時間已不足主张立即强攻結束事件的小野田意见不合被就地解除参谋职务；待强攻造成四人死亡后，在无法辩白的情况下為小野田背黑鍋，被留置在緊急對策特命係流放至生活安全部，失去搜查办案权力，只能受各单位指派杂务，形同窗边族，緊急對策特命係也就成為現在的“警視廳的陸上孤島”特命係。在龟山薰加入之前，先后6人调至特命係后短期内便辞职，杉下因此被警视厅内的警察扣上“人才的坟场”恶名。尽管如此，他本人却一点也不介意，總是不顾长官的阻止，自作主張或受人委托私下查案，挖出許多表面看似平淡無奇的案件背後的重重黑幕與真相。
中学生时代即在杂志发表过虚构推理作品，后来该作品曾引发命案并使龟山薰遇险。
因曾于英国留学，衣着打扮一派绅士风格，喜好英式红茶、阅读、国际象棋、古典音乐及落语。
与有過一年左右短暂婚姻的前妻宫部玉树保持友好關係，常光顧宮部經營的小料理店花之里。
對怪力亂神之事很感興趣，一直很希望能夠親眼見到鬼魂，但至今未能如願。
与後來高升為警察厅长官官房长的小野田公显保持亦敌亦友的微妙关系，杉下本人曾獲小野田多次暗地回护而不因擅自查案遭革職。在小野田遇刺后，与继任的高官角色甲斐峯秋同样保持相似的关系，也得到老甲斐的庇蔭。
S.1-11開頭杉下與龜山受小野田調任為直屬部下，成為警察廳長官官房付，特命係裁撤。兩人僅與小野田合作一件案子後即因與小野田理念不合而於季末離去，杉下改任警察學校教官。S.2-1~2話兩人又擅自查案，S.2-2結尾小野田以懲處兩人違紀搜查之名再次「流放孤島」恢復特命係，杉下復任特命係係長。
S.13-最終話因為甲斐享被捕而無限期停職，所以決定到英國旅遊，離開前對送行的甲斐享說：「不管多久，我也會等你的」。
S.14-1回國並認識冠城亘，同話最尾在甲斐峯秋的幫助下復職，並由大河內交還警察手冊和職員證。因為只是人事交流，所以只稱冠城為「同居人」，在S.15-1正式調入特命係後承認其為搭檔。初期曾對其踩界的查案方式表示不滿。
S.15-10曾經短暫與冠城駐守黑水南派出所。
2012年朝日新聞的問卷調查「最難忘的名偵探」，杉下右京排名前20名的第7位。
龟山薰（寺脇康文饰演）（PS.1－S.7-9 / S.21-1－）
履历：警视厅刑事部搜查第一课第七係 → 警视厅生活安全部特命係 → 警察厅长官官房付 → 警视厅交通部驾照考场 → 警视厅特命係 → 警视厅麹町东警察署刑事课强行犯係 → 警视厅特命係 → 辭职。
警衔：巡查部长。
杉下右京的第一位常任搭檔，於PS.1登場，警衔为巡查部长。1966年7月23日生，於S.1開場時年36歲。來自新潟縣，老家經營釀酒廠。
初登場時（PS.1）為刑事部搜查第一课第七係係员，在一次逮捕通緝犯的行動中反遭挾持，事件後隨即遭刑事部长内村完尔和参事官中园照生以使警察蒙羞之名流放特命係，成为杉下右京的部下。在他之前被流放特命係的人都很快辞职离开警视厅，龜山入係初期亦處心積慮地亟欲破案立功以求早日調回搜查一課，想不到與杉下合作得越來越順手最後在此安定下來，成為杉下的首位常任搭擋。亦曾是杉下搭档时间最长纪录保持者（直到2022年被冠城亘打破）。
与杉下的合作关系有明显的主从之別。
與杉下一同多次受小野田暗地回護免去革職危機。S.1-11開頭龜山與杉下受小野田調任為直屬部下，成為警察廳長官官房付，特命係裁撤。兩人僅與小野田合作一件案子後即因與小野田理念不合而於季末離去，龜山調任至警視廳交通部駕照考場。S.2-1~2話兩人又擅自查案，S.2-2結尾小野田以懲處兩人違紀搜查之名再次「流放孤島」恢復特命係，龜山復任特命係係員。
S.3-1開場調任至警視廳麴町東署刑事課強行犯係，S.3-5末尾再調回特命係。
为了完成老朋友的遗愿，於S.7-9辞去警職与妻子龟山美和子一道前往剧中虚构国家萨尔温共和國担任國際志工，退出本劇。
為人不拘小節，装扮也比较随意，總是以刺蝟頭、T恤、戰術褲、美軍飛行夾克的休閒式裝束登场，與同僚皆為襯衫西褲的正装打扮大相逕庭。
与妻美和子、已故罪犯浅仓禄郎是同期。
退出本劇後曾以回憶（擷取過往畫面）的方式於S.10-5、S.16-13、S.17-19短暫現身。
於S.21回歸擔任杉下右京的搭檔。
神戶尊（及川光博饰演）（S.7-最終話－S.10-最終話/ X DAY / 剧场版III / S.15-13,14 / 剧场版IV / S.17-10,19〈回憶〉）（粤语配音：蔡忠衛）
履历：警视厅警备部警备第一课警备情报第四係 → 警察厅警备局警备企画课课长补佐 → 警视厅特命系 → 警察厅长官官房付。
警衔：初为警视，在下派特命係后降为警部补，复归警察厅后再升警视。
杉下右京的第二位常任搭檔，於第7季最后一集登场，警衔为警视，调到特命係期间降为警部补。于1999年作为推荐组成员从警视厅被拔擢至警察厅，任职于警备局警备企画课，在龟山薰辞职后，名义上为执行监视杉下右京的任务被长官指派降调到特命系半年，实则是警察厅上层为观察作为内定FRS中心候选的杉下和神户是否能够良好合作而采取的举动。原本受命令要暗中观察杉下右京是否适合继续担任警察，但因对于杉下的强大破案能力服气，加上对FRS项目未来前途的心灰意冷，而在半年期满后放弃返回警察厅，自愿降职继续待在特命系。但在小野田公显遭暗杀后，受已调职警察厅长官官房的原警视厅副总监长谷川宗男（國村隼飾演）施压而被迫回到警察厅长官官房。他的座车是日产GT-R跑车，开车风格粗鲁。在调到特命系之前，没参与过命案现场的搜查工作，因此怕看到尸体。第10季第19集，嘉神郁子（真野響子饰演）欲讓其女兒須賀茜（浅见丽奈饰演）怀孕生出其亡子瑠伟的克隆人事件中与杉下产生对立，自觉无颜继续留在特命系的神户向监察官大河内春树请托调职，虽然其后回心转意，但为长谷川乘虚而入造成调职既成事实，于是被迫被调回警察厅。
历代相棒中，唯一离开特命系后仍然在后续剧集和剧场版中客串登场的角色，而非单纯使用回憶片段。
甲斐享（成宫宽贵饰演）（S.11-1－S.13-最終話 / S.15-最終話〈回憶〉 / S.17-1〈回憶〉,2〈回憶〉,19〈回憶〉）（粤语配音：簡懷甄）
警视厅中根警察署地域课 → 警视厅中根警察署刑事课强行犯係 → 警视厅特命系 → 惩戒免职。
警衔：巡查部长
杉下右京的第三位常任搭檔，於第11季第1集登场，警衔为巡查部长。其父甲斐峯秋为警察厅次长。女友笛吹悦子为航空公司“NIA”（虚构）的空服员。他是首位由杉下右京“钦点”而调到特命系的警察，但也成为特命系首位被捕者；最初对被强行调至特命系心怀愤懑，但经历一系列事件后逐渐成长为杉下的左膀右臂。因高中好友梶佑一郎之妹梶景子被吸食毒品的滨中忠弥连刺卅多刀身亡，滨中忠弥则因所吸食毒品不在法律禁止范围及行凶时神智不清被无罪释放，终使甲斐享化身为制裁黑道毒犯的“黑暗骑士”，身份败露后被免职逮捕（第13季最后一集）。
与其父甲斐峯秋有很深的对立关系，表面上受到老甲斐的冷遇，但实际上是老甲斐最偏爱的儿子。
饰演者成宫宽贵因事件已退出娱乐圈，故后续剧集剧情需要时皆撷取过往片段登场。
冠城亘（反町隆史饰演）（S.14-1－S.20-最終話）（粤语配音：何偉誠）
法务省刑事局总务课企画调查室室长 → 警视厅警务部付（法务省人事交流干部） → 警视厅警察学校 → 警视厅总务部宣傳課 → 警视厅特命系 → 公安調查廳。
警衔：巡查
杉下右京的第四位常任搭檔，於第14季第1集登场。冠城这个由法务省被派遣到警视厅人事交流的精英官僚的设定，为历任“相棒”的第一人 。 。从第14季第1集登场的新搭档。因為對現場有興趣而選擇調往警視廳，但由於沒有人敢命令法務省的他工作，所謂人事交流就是坐在丟空的特命係看報紙，故本來只是等待交流結束就會回到法務省。適逢發生獄警被殺案，在日下部的命令下作為法務省代表作為觀察員與警察共同搜查。在杉下回國並插手時，以「監獄我比較熟悉」為由而跟著一起調查。因為覺得杉下有趣而待在特命係，人事交流結束後依然留在特命係。期間被杉下稱為「同居人」。在14季最后一集因违规干预查案被迫辞职转，在上司日下部的幫助下下派到警視廳。由於警視廳不喜歡他這樣的精英官僚，所以並不願讓他參與搜查或加入特命係。結果是警務部長和警備部長擲硬幣決定哪個部門收留他，最後被派到警视厅总务部宣傳課，警衔为巡查，在第15季第1集以手头关于社美弥子的黑料作为要挟，经甲斐峯秋向警视厅副总监衣笠藤治恳请，调到特命系至今。
由於是法務省出身，偶爾會提供法律意見。
与杉下主从关系较弱，属于主见派，把青木年男当小孩看待。與杉下依靠推理不同，隨機應變能力較強，偶爾會使用恐嚇和假裝對方夥伴等手段尋找證據並破案，在警察學校時被形容為會使用超越常理的方式收取奇效。杉下初期曾對其踩界的查案方式表示不滿，後來在多次合作後變得收斂，但依然擅長這類手法。由此至終均貫徹不對無辜平民訴諸法律的原則。
历代相棒中，目前是与杉下搭档时间最长纪录保持者。離開時，杉下第一次想要挽留的搭檔（S20-最終話）。
雖然少數時候會跟杉下在意見上發生衝突，但是基本上尊重杉下。是歷代搭檔裡，唯一自己志願到特命系。
曾经与伪称“竹田yuki”的南侑希有过交往，但该女在S.18-5剧情中显示已经去世。
平時上班穿襯衫不會繫領帶。
跟龜山薰一樣是咖啡黨，但是不用咖啡機，而是自己手動研磨。嗅覺很靈敏，擁有僅憑藉咖啡味道，想起聞到當時場景的記憶力（S14-12）。
格鬥能力很高。對怪力亂神之事不太擅長，只要講到相關話題就會不可忽視的動搖（S14-18、S16-15）。
因前上司日下部彌彥考慮對公安調查庁的組織改革，而離開警視廳調至公安調查庁，正式結束與杉下長達7年合作（S20-最終話）。

## 特命系的相关人物
龜山美和子（亀山 美和子，舊姓「奧寺」。鈴木砂羽飾演）
任職於「帝都新聞」社會部，主跑警視廳的新聞，為龜山薫的女朋友，后来为其妻子。第3季曾出轨鹿手袋，但第4季初破局。第5季与龟山薰结婚改姓龟山。在第7季第9集與丈夫龜山薰前往薩爾溫擔任义工。
宮部玉樹（宮部 たまき，益戸育江（原藝名高樹沙耶）飾演）
杉下右京的前妻，開設小料理店「花之里」。時常穿著和服。第10季第1集起外出長期旅行，而關閉小料理店。
月本幸子（月本 幸子，鈴木杏樹飾演）
丈夫去世後成為暴力團幹部的愛人，槍擊該幹部後計劃搭機出國逃亡，被杉下右京一路追蹤到機場，在機場將其逮捕（第4季第19集）。在獄中原本表現優良，但又捲入台日混血獄友的逃獄事件中（第6季第11及12集）。在第10季第12集出獄後經介紹到食品公司老闆的家中打掃，後來幫傭。該公司的小開喜歡上她，原本要向她求婚，卻又捲入前任幫傭的案件中，離開後經杉下右京推薦頂讓其前妻的小料理店「花之里」給月本幸子經營。雖名字帶有「幸」，但因常碰到不幸的事件，而自稱「世界上最不幸的女人」，個性迷糊。在第17季第19集參與解決案件後，為了幫助更多誤入犯罪邊緣的孩子，辭去「花之里」的工作。
笛吹悦子（笛吹 悦子，真飛聖飾演）
日本航空公司「NIA」的空服員，甲斐享的年長女友，於第11季第1集與甲斐享一起登場。兩人同居，於第13季第15集發現懷孕，其後於第13季第16集因患上急性骨髓性白血病而入院，於第13季第19集從醫生得知其病沒有影響胎兒而欣喜。
風間楓子（風間 楓子，蘆名星飾演）
在第15季的最終話登場，為「周刊攝影」的記者，經常報導上揭發不少公眾人物的黑歷史，有時都會協助及提供情報給特命係。在第16季最後一集遭到青木年男推下手扶電梯，最後在杉下推理下取回公道。
母親是關西的暴力集團銀龍組傘下「風間燦王會」組長風間匡子，在第16季最後一集為幫女兒報仇而出手打傷青木年男的左眼。
飾演楓子的蘆名星於2020年9月14日在家中逝世，楓子一角目前登場至18季尾為止，目前尚未交代之後的角色去向。
新崎芽依（新崎 芽依，朝仓礼生飾演）
初登场于第16季第9集，目前是流动餐车的店主，经营时间在每周的水曜日，冠城亘是该流动餐车的常客。患有先天性脸盲症，由于不能取得家庭理解而旅居东京。
被杉下和冠城解救后一度返回家乡岐阜县、第18季第17集显示后来再次回到东京经营流动餐车，但却被仇视特命系、身陷囹圄的远峰小夜子锁定为猎杀目标遭到指使绑架，虽然最终被特命系救出，然而为保障芽依的生命安全，冠城最终没有随同杉下一起进入病房探望，而是在病房外等待，芽依本人则在与杉下对话中表达了想再次与冠城见面的愿望。
在被冠城舍命保护后，目前能够认清冠城的样貌。

## 警察厅
小野田公显（小野田 公顕，岸部一德飾演）（S.1-1－劇場版II / S.9-最終話 / S.12-19〈回憶〉/ S.16-13〈回憶〉）（粤语配音：陸頌愚）
警銜為警視監，甲斐峯秋回歸警察廳前固定角色中警銜最高者，擔任警察廳長官官房室長（俗稱官房長），與杉下同樣畢業於東京大學法律學系。在大使官邸人質危機時任職於公安部參事官，期間強行借調杉下右京，因美國國務卿將訪問日本而推翻杉下的作戰計劃並解除其參謀職務，在人質危機後雖暫時擔任閒職，但與杉下被左遷特命係不同，反而平步青雲一路升官。也躲過了被暗殺的危機，自稱「賊星高照」。歷任公安部「千代田」管理官、公安部長等職。他常找杉下右京吃飯閒聊並請其協助查案，但杉下認為兩人並沒有信賴關係。認同杉下的優秀，一直希望能再次提攜杉下，唯獨杉下一直拒絕。特命係的兩人數次遭遇被懲處開除的危機時，他以其職位影響力暗中力保兩人不被開除。警視廳挾持事件發生前後開始，與警察廳長官一起发动將警察廳升格為警察省的改革，并利用窃听录音對反對該計劃的警視廳幹部处以革職等人事處理，不過被因該人事處理而被免職的其中一個警視廳幹部，三宅生活安全部長行刺而死亡，臨終前跟杉下說以為殺死自己的會是你（劇場版II）。在此之前一個月（劇中時點2010年6月）為了結束搖動國家安全牽涉左翼激進派組織「紅色金絲雀」的事態，與眾議院議員片山雛子一起實行了「超越法規的措施」釋放該激進派組織幹部本多篤人的計劃（第9季最後一集）。
甲斐峯秋（甲斐 峯秋，石坂浩二飾演）（S.11-1－）（粤语配音：李家傑）
原警察廳次長，警銜為警視監，自從小野田公顯被暗殺身亡後，取代他成為固定角色中警銜最高者，在第11季第1集登場。甲斐享的父親，但他希望甲斐享能夠辭去警察工作，父子兩人因而不和。杉下右京向甲斐峯秋請求將甲斐享調往特命係，甲斐峯秋認為被調到特命係的警察大多沒多久就請辭，想借此讓甲斐享能請辭警察工作而答應杉下右京的請求。虽然甲斐享因犯下「黑暗騎士」事件被免職後（第13季最後一集），變相實現使儿子離開警界的心願，但自身受牽連，被迫通過緊急避難措施降職為警察廳長官官房附，不過仍保有對警察廳的強大影響力。
與警視廳副總監衣笠藤治存在敵對關係，因持续挂职官房付而积极拓展势力，在庇护特命系的同时也以社美弥子作为安插在警视厅的钉子。

## 警视厅
衣笠藤治（衣笠 藤治，大杉漣飾演→杉本哲太飾演）（粤语配音：周鑫霆）
警視廳副總監，警銜為警視監。在第15季第1集登場，青木年男父親的老朋友，也是青木年男踏足警界的促成者和庇护者。
与甲斐峯秋存在敌对关系，曾在冠城亘调往特命系一事上羞辱老甲斐，但在黑水镇警察官被害事件中被老甲斐抓住把柄，失去递补警视总监的可能。后趁法务省攻击特命系时以组织系图更动方式将特命系变成老甲斐名义上的属下，却反而强化老甲斐与特命系之互相抱团。第17季第2集中取得杉下右京亲笔辞呈作为反制手牌，目前与老甲斐关系有所缓和。
原角色由大杉漣飾演。大杉漣不幸於2018年2月21日因急性心臟衰竭猝逝，第16季最後一集開始由杉本哲太替演。

### 刑事部
內村完爾（内村 完爾，片桐龍次飾演）（粤语配音：陳健豪）
警視廳刑事部長，警銜為警視長。顺从上级威权，对特命系極其厌恶，善于把责任推卸给中园，与黑道有一定关联，曾在警视厅挾持事件后一度被预定流放担当广岛县警察本部长，但因小野田之死且自身非长谷川副总监一派而在时任田丸寿三郎警视总监庇护下得以留任原职至今。
中園照生（中園 照生，小野了飾演）（粤语配音：蔡忠衛（S8－S11）何偉誠（S13-S20））
警視廳刑事部參事官，警銜為警視正。形同内村的臣仆，除打理日常内务外也在关键时刻为内村背锅，但偶尔也会反抗内村，有挤掉内村、取而代之的潜在意图。

#### 刑事部搜査第一課
伊丹憲一（伊丹 憲一，川原和久飾演）（粤语配音：楊耀泰）
警視廳刑事部搜查第一課第七係係員，警銜是巡查部長，與三浦、芹澤是搭檔，為劇中大多數案件的主要偵辦者，常與特命係成員碰頭。
對特命係很反感，尤其受不了特命係總是擅闖案發現場的行為。總是反諷地稱呼杉下右京為「警部大人」；對龜山薰更為鄙視，每次碰頭時皆以挑釁語氣高呼「特命係的龜山～！」。
对警察身分相當自豪，對警察工作亦十分投入。虽然與特命係不和睦，但会尽可能利用包括特命係在內的一切有价值人和事物以求及早破案。
在三浦考上警部补、升任係长后因嫉恨而与三浦关系紧张，在三浦因伤无法继续担任警察后感到懊悔、伤心到抽打栏杆，与后辈芹泽也有很深的同事感情。
三浦信輔（三浦 信輔，大谷亮介飾演）（粤语配音：黃志明（S8））
原警視廳刑事部搜查第一課第七係係員，原警銜是巡查部長，岐阜縣出身。在第12季第1集考上警部補，升任第七係係長，成為伊丹、芹澤的上司，但也引發伊丹的嫉恨與不滿，造成两人关系紧张，最終在第12季第1集因公務受傷而自請退職。
芹澤慶二（芹沢 慶二，山中崇史飾演）（粤语配音：楊智聰（S8、S13－S17）黃尉斯（S18－））
警視廳刑事部搜查第一課第七係係員，警銜是巡查→巡查部長，來自島根縣。只要一興奮就會不自覺講方言，是伊丹、三浦、龜山的後輩。特命係之外，与伊丹俨然又一对相棒。
出雲麗音（出雲 麗音，篠原友希子飾演）（粤语配音：陳子瑩）（S19-1〜）
警視廳刑事部搜查第一課第七係係員，警銜是巡查部長。在狙擊事件中受傷，後在社美彌子與衣笠藤治副總監的斡旋下，從警視庁交通機動隊調到搜查一課。

#### 刑事部搜査第二課
陣川公平（陣川 公平，原田龍二飾演）
屬警視廳刑事部搜查第二課，原刑事部搜査第一課第一係會計，工作上熱心和盡責，警銜是警部補。在第3季第6集曾短暫流放特命係，有“第三人”（第三の男）別稱。
喜好参与办理刑事案件，夢想是成為刑警，家裡貼滿查緝逃犯圖片的海報，記得所有通緝犯的資料，被冠城形容為搜尋引擎，但其辦案水平难以恭维。佩服杉下先生的能力，對其有一定尊重，對龜山會使用自己警部補的身份擺出架子，對神戶和甲斐則聲稱自己是特命係的前輩。對於熟悉咖啡和好像很受歡迎的冠城則稱其為前輩。酒品很差，喝醉後會尊卑不分，對他人的稱呼會變成「杉さん（杉下）」、「お杉さん（杉下）」、「亀ちゃん（龜山）」、「冠ちゃん（冠城）」「たまさん（宮部）」、「さっちゃん（幸子）」。
感情豐富，容易單戀女性，但女人緣很差，喜歡的女性不是心有所屬，就是罪犯或死亡，導致總是求婚失敗。
在咖啡店女店员被害事件中，憑自己之力找到真兇，制服後因切身激愤险些將他杀死，本來很大機會接受處分，却因警察過早對媒體發佈錯誤消息，為了维护颜面需要一個英雄，而获得警视总监奖（S.14-12）并送往苏格兰场深造（S.15-16），归国后转任以侦办经济犯罪为主的搜查二课课员（S.16-11）。自稱「搜查二課的王牌」（S.18-16）。

#### 刑事部鉴识课
益子桑榮（益子 桑栄，田中隆三飾演）（粤语配音：周鑫霆）
警視廳刑事部鑑識課員，警銜為巡查部長，在15季第1集登場。伊丹憲一的同屆，米泽守的后继者；與米澤守不同，很少會協助特命係。愛好釣魚，也很喜欢猫，曾因冠城赠送猫图册而心情愉悦，给予特命系协助。

### 組織犯罪對策部組織犯罪對策第五課
角田六郎（角田 六郎，山西惇飾演）（粤语配音：楊耀泰）
警視廳組織犯罪對策部組織犯罪對策第五課課長，警銜是警視，戴黑色粗框眼鏡。特命係辦公室門外即是組對五課辦公室，故而雙方來往密切。
與特命係關係很好，常進特命係辦公室盛咖啡喝並藉機閒聊（曾說特命係辦公室以前是他的休息室），常以「很閒嗎？」為開場白。
消息靈通，與特命係分享的最新小道消息常常成為杉下的破案靈感。
大木長十郎（大木 長十郎，志水正義飾演）、小松真琴（小松 真琴）（久保田龍吉飾演）
組對五課課員，角田的部下，警銜皆為巡查部長。大木身材矮小、小松身材高大。
兩人常在特命係辦公室的門、窗外徘徊，探頭探腦張望特命係辦公室內的一舉一動。有需要時會接受杉下的請求協助查案。
飾演大木的志水正義於2018年9月27日逝世，大木一角登場至17季初期為止。目前大木一角已悄然取消，小松一角自18季起到目前为止也不再出现。

### 警务部
大河內春树（大河内 春樹，神保悟志飾演）（粤语配音：陳健豪）
第2季第1集登場。第7季是警視廳警務部人事第一課主任監察官，即負責警務人員行為失當時的內部搜查和處分。第8季以后是警視廳警務部首席監察官，階級是警視。他是未出櫃的同性恋者，同性恋人凑哲郎为保护大河内春树的立场而假结婚，並假装有情妇，最后伪装成和情妇殉情自杀（第2季第18集）。大河内与神戶尊是朋友，私下时常互换情报，在神户担当相棒时对特命系多有协助。与特命係有亦敌亦友的微妙关系，雖然間中會說特命係令自己很頭痛，但間中會與他們互換情報，在處分時也會從輕發落。
隨身攜帶小藥瓶，時常取出裡面的藥錠咬食，據他所言瓶裡的只是維他命C錠。（在S.16-9被冠城亘发现是汽水糖。）

### 網絡安全對策本部
青木年男（青木 年男，浅利陽介飾演）（粤语配音：郭湛深）
警視廳網絡安全對策本部特別搜查官，警銜為巡査部長，也是月本幸子的主要客人。首次登場於第14季第15集，當時是錄下兇殺案過程的目擊證人，因為討厭警察拒絕協助調查，後來被杉下用計完成指認兇手及交出影片。因此為機緣，決定當警察，從15季第1集開始作為主要演員陣容登場，跟被下放的冠城是警校同期。最初在政府辦公室擔任公務員，因為擁有電腦專業知識，被副總監監督僱用到網絡安全對策本部。在第16季最後一集偷襲風間楓子一事遭揭發後，由衣笠藤治採取緊急避難措施被調到特命係，並受到風間匡子的復仇。於17季第10集被副總監調回網絡安全對策本部。與特命係維持表面友好、實際互相厭惡的關係，會協助特命係，但私下會表現出嫌惡特命係的情緒，亦會將特命係的行動告知衣笠藤治。其父親任職警察，與警視廳副總監衣笠藤治是老朋友的關係。
在第20季最終話，因亂散播謠言宣傳單被發現，被衣笠藤治副總監斥責，並放話「如果自己被開除，會把警察的秘密暴露出去」（自身をクビにすれば警察の秘密を暴露する）。最後在冠城亘向社美彌子的推薦下，將調至内閣情報調查室（S20-最終話）。

### 警察學校
米澤守（米沢 守，六角精儿飾演）（粤语配音：陳健豪）
原警視廳刑事部鑑識課員，警銜為巡查部長。負責刑事鑑識工作，常協助特命係並提供情報。妻子已離家出走不知去向（關於其妻下落在電影《相棒:鑑識．米澤守事件簿》有完整介紹）。
喜愛落語及鐵道旅行。受特命系牵连，於第14季最後一集成為警校的教師而離開鑑識课。

## 內閣情報調查室
社美彌子（社 美彌子，仲間由紀惠飾演）（粤语配音：李莎娜）
在13季第1集登場，東大出身的精英官僚，最初是內閣情報調查室總務部的主幹。在同集尾因為室長天野被逮捕，被調職成為宣傳課（広報課）課長，警銜是警視正。冠城亘的前任上司。與已故的俄國間諜亞羅波羅克（ヤロポロク）有不可告人的秘密關係，並育有一女瑪利亞。作为甲斐峯秋在警视厅的钉子。懂得俄語。
第20季第3集中由官房长官鹤田翁助任命为新任内阁情报官，后鹤田翁助虽然倒台，但在国家公安委员长鑓铵兵卫的庇护下仍旧顺利履新。

## 法務省
日下部彌彦（日下部 彌彦，榎木孝明飾演）
在14季1集登場，法務省事務次官。精英官僚出身。雖然並非檢察官出身，但前任的事務次官猝死和他優秀的能力，而破例讓他成為事務次官。冠城在法務省的上司，相當關照他，對於他假借自己名義的行事也能隨機應變。在S.14-15時冠城因為曾經阻止法官批出搜查令，被甲斐告發而需要離開法務省時，幫他調動到警視廳（S.14-最終話）。
對於曾經令優秀的倉田檢察官辭職而導致與特命係的關係緊張，更出現「我不會原諒你」（私は君を許さない）的言論，更動用地檢，希望能以非法搜查的名義廢除特命係（S.16-1,2）。
因考慮對公安調查庁的組織改革，以此目的決定接觸人才並獵頭冠城亘至公安調查庁（S20-最終話）。

## 政治家
片山雛子（片山 雛子，木村佳乃飾演）
履歷：眾議院議員（S.3-1〜S.14-10）→ 内閣總理大臣補佐官（S.9-最終話）→ 内閣官房副長官→ 出家（S.16-13,14）→ 防衛技術振興協會顧問（S.18-1,2）
從未從選舉中落敗，相當有名望的年輕政治家，聲稱自己與日本結婚了。父親是外務大臣，與瀨戶內是舊識。以清廉潔白見稱，為了改革政府可以毫不猶疑地公開政府的醜聞，或採取超越法規的行動，例如釋放本多篤人。
瀨戶內米藏（瀬戸内 米蔵，津川雅彥飾演）
履歷：眾議院議員（S.2-最終話〜S.7-2）→ 東京拘置所被拘留（S.9-最終話〜S.16-13以前）→ 假釋（S.16-13〜）
前法務大臣，相當尊重人命，認為人無奪去人生命的權力，所以在任期間未曾簽署執行死刑的命令。
鑓鞍兵衛（鑓鞍 兵衛，柄本明飾演）（粤语配音：陳力航）
国家公安委員長・眾議院議員。

## 律師
武藤かおり（武藤 かおり，松下由樹飾演）
武藤法律事務所的律師，為龜山逮捕的強盜嫌疑人辯護而與特命係相識。後來數次幫助特命係，包括幫助他們與淺倉見面。
倉田映子（倉田 映子，鶴田真由飾演）
經歷：東京地方検察廳（S.15-8）→ White Legal法律事務所（S.17-15）
初登場為一名充滿正義感的女性檢察官，法務省時代是冠城的同期。
因為高企的檢舉率，被稱為「100%的女人」。一次殺人事件中為了隱藏自己的弱點和保護證人而誘導證人做出不實證言，被特命係揭發後決定辭去職務。
再次登場時成為了律師，並協助特命係偵辦案件，以幫助委託人。被冠城稱為「99%的女人」。
連城建彦（連城 建彦，松尾諭飾演）
連城法律事務所的律師。初登場為連續殺人犯北一幸的辯護律師。
相當優秀的律師，對自己的記憶力相當有自信，聲稱自己能記得對話內容的98%。被稱為「怪物」，杉下也認同其能力的存在，同時是與杉下一樣，是令人討厭的聰明人。

## 罪犯
淺倉祿郎（浅倉 禄郎，生瀬勝久飾演）
履歷：城東大学→ 東京地方検察庁刑事部（PS.2）→ 東京拘留所 刑事被告人（S.1-5）→ 死刑囚→ 死亡（S.2-最終話）
東京地方檢察廳刑事部的檢察官，龜山和美和子大學時代的朋友。
一位能力可以與次長檢事並肩的優秀的檢察官，暗地裏是殺害數名賣淫女性，號稱「平成的開膛手傑克」的連續殺人犯。認為自己是「不義之子」，殺死了賣春的母親和其婚約者後，覺醒了對妓女的殺意。
被捕後依然保持與特命係的交流，包括教導殺人犯小孩犯罪沒有前途和請求重新調查以前負責的案件。
被判死刑後兩度逃獄並在第二次跳崖，原因是不願他人殺死自己，寧願自殺。
北條晴臣（北条 晴臣，長門裕之飾演）
前外交官，外務省事務次官和特命全權大使的精英。性格傲慢，要求人們稱他為「閣下」，否則不會回話。
籠城事件中其中一名人質，在強攻之際，乘機把企圖告發他侵占公家財產的外務省職員射殺，並把目擊事件的緊急對策特命係隊員殺死。15年後，在杉下重新調查事件後被揭發，在被倖存的隊員萩原綁架並差點被殺害時，被特命係救出並逮捕。
本多篤人（本多 篤人，古谷一行飾演）
左翼激進組織紅色金絲雀的幹部，精通製造炸彈，被稱為「傳奇的革命戰士」。
北一幸（北 一幸，野間口徹飾演）
表面上是北司法書士事務所的司法書士，暗地裡是喜歡殺害女性並切下他們臉龐的連環殺人犯。初登場時已殺害6名女性。
最初殺害的4名女性均為毫無關係的妓女，後來因為患病被迫休養5年。為了不留下遺憾，就殺死了2名考取司法書士資格時，經常出現在當時溫習所待的咖啡店的女性。在準備殺害矢島時，看見她剛剛被生木誤殺，對於同為「不被喜歡的人」的生木產生了同情，所以在咖啡店留下自己的指紋，並切下她的臉龐，被警察逮捕時承認所有罪行，事後稱為了他人切下臉龐的感覺令他畢生難忘。（S.14-12）
在審判期因末期癌症住院治療，負責看守的巡查潮崎合謀幫他逃走；他則實現了潮崎的復仇願望並再連環殺人，最終被特命係找到藏身之處再次逮捕。（S.15-16）

## 资料来源
1. 1 2 3 4 5 6 7  . 土曜ワイド劇場 相棒・警視庁ふたりだけの特命係. テレビ朝日、東映ウェブサイトより. 2000-06-03  [2015-10-29]. （原始内容存档于2007-09-27） （日语）.
2. ↑  . 朝日電視台. 2002  [2019-05-02]. （原始内容存档于2019-05-02） （日语）.
3. ↑  . 朝日電視台. 2015-11-18  [2018-11-17]. （原始内容存档于2021-01-04） （日语）.
4. ↑  朝日新聞2012年4月21日｢心に残る名探偵｣。
5. ↑  . オリコン. 2015-07-18  [2015-07-19]. （原始内容存档于2019-05-03） （日语）.
6. ↑  . ORICON NEWS.   [2022-03-24]. （原始内容存档于2022-06-23）.